# Protithona potamias
Protithona potamias är en fjärilsart som först beskrevs av Edward Meyrick 1909a.  Protithona potamias ingår i släktet Protithona och familjen vecklare. Inga underarter finns listade i Catalogue of Life.